# Грбови рејона Хакасије
Грбови рејона Хакасије обухвата галерију грбова административних јединица руске федералне републике Хакасије, са статусом градских округа и рејона, те њихове историјске грбове (уколико их има).
Већина грбова настала је након проглашење Републике Хакасије 1992. године.

## Грбови округа и рејона
- 1 — Грб рејона 
 Алтајски
- 2 — Грб рејона 
 Аскишки
- 3 — Грб рејона 
 Бјејски
- 4 — Грб рејона 
 Боградски
- 5 — Грб рејона 
 Орџоникиџевски
- 6 — Грб рејона 
 Таштипски
- 7 — Грб рејона 
 Уст-Абакански
- 8 — Грб рејона 
 Ширински